# Combwich
Combwich – wieś w Anglii, w hrabstwie Somerset, w dystrykcie (unitary authority) Somerset. Leży 46 km na południowy zachód od miasta Bristol i 208 km na zachód od Londynu.